# Heriaeus setiger
Heriaeus setiger es una especie de araña cangrejo del género Heriaeus, familia Thomisidae. Fue descrita científicamente por O. Pickard-Cambridge en 1872.

## Distribución
Esta especie se encuentra en Europa sudoriental, Turquía, Oriente Medio y Cáucaso.